# Letkov
Letkov (německy Ledkau) je vesnice a obec v okrese Plzeň-město v Plzeňském kraji. Žije v ní 877 obyvatel.

## Historie
První písemná zmínka o vesnici je z roku 1325. Původně se nazývala Ledkov.

## Obyvatelstvo
| Rok            | 1869 | 1880 | 1890 | 1900 | 1910 | 1921 | 1930 | 1950 | 1961 | 1970 | 1980 | 1991 | 2001 | 2011 | 2021 |
| -------------- | ---- | ---- | ---- | ---- | ---- | ---- | ---- | ---- | ---- | ---- | ---- | ---- | ---- | ---- | ---- |
| Počet obyvatel | 208  | 239  | 292  | 318  | 388  | 408  | 453  | 356  | 359  | 341  | 343  | 290  | 316  | 627  | 835  |
| Počet domů     | 35   | 40   | 48   | 48   | 58   | 59   | 73   | 104  | 94   | 98   | 100  | 108  | 123  | 204  | 281  |

## Obecní správa
Mezi lety 1869–1963 Letkov byl obcí v okrese Plzeň (1869–1930), posléze v okrese Plzeň-okolí (1950) a později v okrese Plzeň-jih. V letech 1964–1979 patřil jako část statutárního města k Plzni. Od 1. ledna 1980 do 31. srpna 1990 patřil jako část města k Starému Plzenci a od 1. září 1990 je opět samostatnou obcí. Do konce roku 2006 byla obec součástí okresu Plzeň-jih, od 1. ledna 2007 byla převedena do okresu Plzeň-město.

### Obecní symboly
Znak a vlajka byly obci uděleny rozhodnutím předsedy Poslanecké sněmovny Parlamentu České republiky dne 6. června 2017.

## Doprava
Jihovýchodně od vesnice se nachází letiště Letkov.

## Pamětihodnosti
- Kaplička na návsi

## Galerie

Letkov
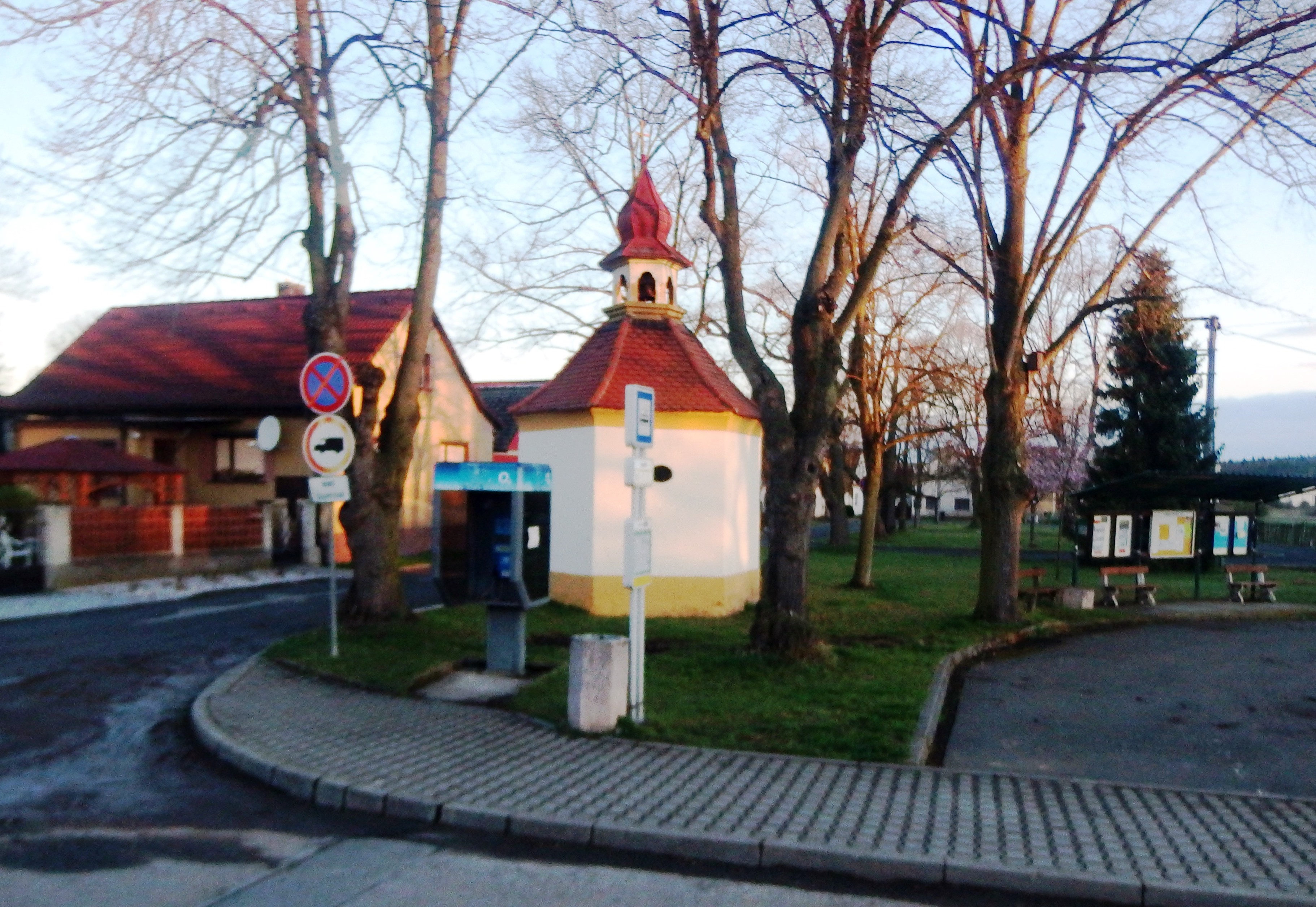
Náves
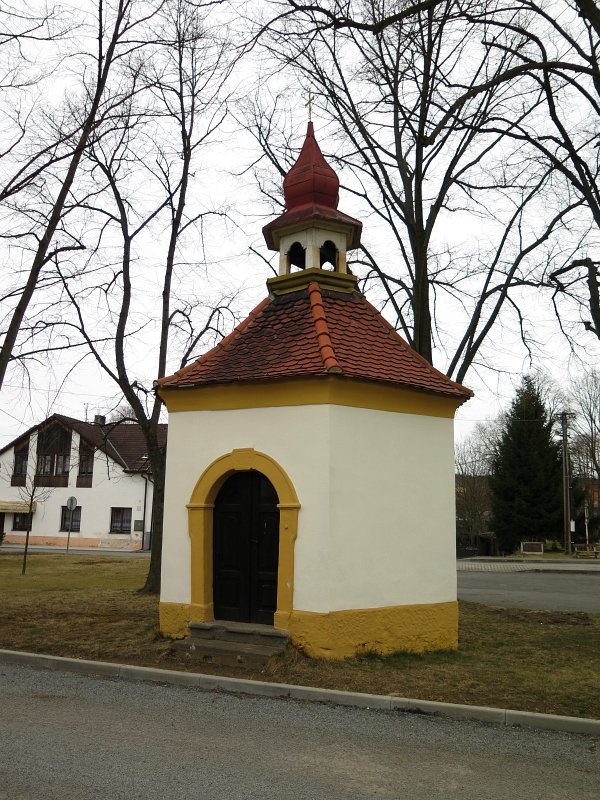
Kaplička